# Neusa Maria Eleutério Camargo
Neusa Maria Eleutério Camargo (San Paolo, 5 giugno 1949) è un'ex cestista brasiliana.

## Carriera
Con il Brasile ha disputato i Campionati del mondo del 1967 e i Giochi panamericani di Winnipeg 1967.